# Tučepi
Tučepi su općina u Hrvatskoj u Splitsko-dalmatinskoj županiji. Na istočnom je djelu Makarskog primorja.

## Ime
Ime Tučepi je imenica ženskog roda koja je samo u množini (pluralia tantum). Sklanja se kao imenica "stvari" te se deklinira u samo dvama padežnim oblicima: Tučepi i Tučepima.

## Općinska naselja
Jedino naselje u sastavu općine su Tučepi (stanje 2006.).

##### Tučepski zaseoci i prezimena:
- Podpeć

- Marasi
- Grubišići
- Pašalići

- Srida Sela

- Šarići
- Vitlići
- Tomaševi
- Bušelići
- Viskovići
- Moča
- Luketinovi
- Lalići
- Brbići
- Kačoline

- Šimići

- Novakovi
- Jankovi

- Mravičići
- Ševelji
- Čovići
- Podstup

- Mijačike
- Viskovići

- Kraj
- Musini

- Čobrnići

## Stanovništvo

### Popis 2011.
Prema popisu stanovništva iz 2011. godine, Općina Tučepi ima 1.931 stanovnika. Većina stanovništva su Hrvati s 96,06 %, a po vjerskom opredijeljenju većinu od 86,95 % čine pripadnici katoličke vjere.
Po popisu stanovništva iz 2001. godine u Tučepima je živilo 1 763 stanovnika.
| broj stanovnika | 871   | 1091  | 1118  | 1289  | 1494  | 1693  | 1693  | 1533  | 1579  | 1593  | 1449  | 1500  | 1632  | 1760  | 1763  | 1931  | 1819  |
|                 | 1857. | 1869. | 1880. | 1890. | 1900. | 1910. | 1921. | 1931. | 1948. | 1953. | 1961. | 1971. | 1981. | 1991. | 2001. | 2011. | 2021. |

| broj stanovnika | 871   | 1091  | 1118  | 1289  | 1494  | 1693  | 1693  | 1533  | 1579  | 1593  | 1449  | 1500  | 1632  | 1760  | 1763  | 1931  | 1819  |
|                 | 1857. | 1869. | 1880. | 1890. | 1900. | 1910. | 1921. | 1931. | 1948. | 1953. | 1961. | 1971. | 1981. | 1991. | 2001. | 2011. | 2021. |

## Spomenici i znamenitosti
- crkva sv. Mihovila, Podpeć
- crkva sv. Kate, Šarići
- crkva Male Gospe, Kraj
- crkva sv. Jurja, Kraj
- crkva sv. Roka, Srida sela
- crkva sv. Ante Padovanskog (18. st.), Srida sela
- crkva sv. Ante s obrambenim zidom
- crkva sv. Martina
- ljetnikovac Grubišić, Kraj
- ljetnikovac Kačić, Kraj
- ljetnikovac Ivanišević, Kraj
- crkovna kuća, Srida sela
- tupska kuća, Srida sela
- Bušelića kula, zaseok Knjazovi
- Šarića kula, zaseok Tolići
- Lalića kula, Srida sela
- Graditeljsko krajobrazni sklop hotela „Jadran“

## Kulturne manifestacije
Zabavni i kulturni program sastavni su dio turističke ponude. U sklopu manifestacije "Tučepske ljetne večeri" održavaju se raznolike zabavne i kulturne priredbe. Tučepske ljetne večeri tradicionalno započinju pučkom feštom 13. lipnja, na blagdan sv. Ante, zaštitnika župe Tučepi. Krajem lipnja u hotelu "Kaštelet" održava se tradicionalni festival klapske pjesme. U tučepskoj lučici domaći i gosti uživaju u ribarskim večerima, koncertima zabavne glazbe, nastupima folklornih skupina i klapa. Stoljetni mir starih zaselaka prekidaju kazališne predstave koje se već tradicionalno održavaju pod nazivom Ka kultura u tučepskim zaseocima. Te predstave, uz bogatu domicilnu gastronomsku ponudu, nude nezaboravan doživljaj.

## Šport
- Nogometni klub "Jadran"
- Vaterpolo klub Dupin
- Malonogometna ekipa "Recreativo"

## Poznate osobe
- Žanamari Lalić, hrv. pjevačica
- Ani Mijačika, hrv. tenisačica
- Dražen Lalić, hrv. sociolog
- Marin Brbić, hrv. športski dužnosnik - predsjednik HNK Hajduk
- Mirko Stjepan Čović, hrv. katolički svećenik, emigrantski književnik i vjersko-socijalni radnik
- Mihovil Grubišić, hrv. katolički svećenik i pjesnik, koncem 18. st. podigao je obiteljsku kapelu u jednostavnim oblicima kasnog baroka, današnju crkvu sv. Mihovila.[8]

## Vanjske poveznice
- Službene stranice općine Tučepi
- Turistička zajednica Tučepi